# Loxosoma cubitus
Loxosoma cubitus är en bägardjursart som beskrevs av Konno 1974. Loxosoma cubitus ingår i släktet Loxosoma och familjen Loxosomatidae. Inga underarter finns listade i Catalogue of Life.